# Mykyta Tatarkov
Mykyta Stanislavovyč Tatarkov (in ucraino Микита Станіславович Татарков?; Zaporižžja, 4 gennaio 1995) è un calciatore ucraino, attaccante del Kryvbas Kryvyj Rih.

## Caratteristiche tecniche
È un'ala destra.

## Palmarès

### Club

#### Competizioni nazionali
- Coppa di Bielorussia: 1

Šachcër Salihorsk: 2018-2019